# Rue Docteur-Doyen
La rue Docteur-Doyen est une voie de la commune de Reims, située dans le département de la Marne, en région Grand Est.

## Situation et accès
Débutant rue de Sfax, elle aboutit rue du Châlet ; elle appartient administrativement au quartier Cernay Jamin - Jean Jaurès - Épinettes à Reims.

## Origine du nom
Elle rend hommage à Octave Doyen (1831-1895) ancien maire de la ville.

## Historique
Ancienne « rue des Bouchers » elle prend sa dénomination actuelle en 1932.